# Bussy-la-Pesle (Nièvre)
Bussy-la-Pesle – miejscowość i gmina we Francji, w regionie Burgundia-Franche-Comté, w departamencie Nièvre.
Według danych na rok 1990 gminę zamieszkiwało 38 osób, a gęstość zaludnienia wynosiła 7 osób/km² (wśród 2044 gmin Burgundii Bussy-la-Pesle plasuje się na 872. miejscu pod względem liczby ludności, natomiast pod względem powierzchni na miejscu 1212.).